# Nazionale maschile di rugby a 15 dell'Azerbaigian
La nazionale di rugby a XV dell'Azerbaigian rappresenta il proprio paese nelle competizioni di rugby internazionali.
È inserita nella terza fascia, non figura nel ranking mondiale dell'IRB attualmente. Non ha mai partecipato alla Coppa del mondo, ma partecipa al Campionato europeo per Nazioni di rugby, dove è inserita nella 3ª divisione.